# Piero Cironi
Piero Cironi (Prato, 11 gennaio 1819 – Prato, 1º dicembre 1862) è stato un patriota, pubblicista e scrittore italiano.

## Biografia

### Primi anni
Nato a Prato, da Clemente, archivista del comune e da Giuseppa Conti, l'11 gennaio 1819, condusse i propri studi prima a Siena al Regio Istituto delle Belle Arti (poi Accademia delle Belle Arti) e successivamente a Livorno, presso la scuola di architettura del cavalier Michon. Tornò a Prato nel 1835 dove terminò gli studi superiori. Iscrittosi all'università di Pisa, si laureò in scienze matematiche nel 1843. Tornato nuovamente a Prato, fu occupato in opere di architettura e di ingegneria in città e nella Valle del Bisenzio. Già diffusore del periodico mazziniano L'apostolato popolare, durante il periodo universitario, e vicino a docenti come Giuseppe Montanelli e Silvestro Centofanti, Cironi prese a parte alla grande diffusione della stampa clandestina in senso patriottico nella Toscana dei secondi anni quaranta. In tal contesto, tradusse lo studio di Lammennais, ′′Une voix de prison′′ con il titolo ′′Il presente e l'avvenire dei popoli′′. Rimase diffidente delle idee neoguelfe e nel 1847 fu autore di un gesto clamoroso durante le celebrazioni per l'istituzione della Guardia Civica da parte del granduca Leopoldo II di Toscana, sfilando per Firenze con una bandiera tricolore con sopra scritto le parole Popolo, Dovere e Diritto.

### Il biennio 1848-1849
Durante i moti del 1848 partì prima con una colonna di volontari toscani (che però fu sciolta vicino a Modena) e successivamente si recò personalmente a Milano dove conobbe Giuseppe Mazzini. Qui si arruolò nel corpo del colonnello poi generale Domenico D'Apice con il quale partecipò volontario alla battaglia dello Stelvio. Tornò in Toscana nel dicembre 1848. Di qui si recò a Roma dove fu tra i fautori della Repubblica Romana del 1849. Direttore del periodico ′′Il Tribuno′′, tornò in Toscana solo dopo la proclamazione della Repubblica. A Firenze proseguì la sua opera pubblicistica sulle colonne de ′′Il Popolano′′, caldeggiando una soluzione unitaria tra Toscana (guidata da Francesco Domenico Guerrazzi dopo la fuga del Granduca nel febbraio 1849) e Roma. La reazione austriaca e la restaurazione del giugno 1849 gli furono fatali: fu incarcerato nel luglio prima a Firenze e successivamente a Piombino. Rimesso in libertà il 23 novembre 1849, cercò di organizzare una rete cospirativa segreta di modo da riprendere la vicenda rivoluzionaria. Scoperta l'organizzazione, fu inizialmente messo di nuovo in carcere e successivamente obbligato a scegliere l'"esilio volontario".

### Gli anni dell'esilio
Il 17 luglio 1851 il governo granducale concesse al Cironi la libertà in cambio del suo allontanamento dalla Toscana. Egli accettò e il 25 luglio si recò a Genova, allora sotto il Regno di Sardegna, dalla sorella Ernesta, sposata con il conte Ricolfi Doria. A Genova ebbe modo di frequentare molti altri patrioti democratici e mazziniani come Giacomo Medici e Adriano Lemmi. Qui divenne uno dei più fidati collaboratori di Mazzini sia attraverso la stretta amicizia con la madre Maria Drago sia attraverso la collaborazione al periodico "Italia e Popolo", principale organo di stampa mazziniano.
Da Genova se ne andò nel settembre 1853, partendo per la Svizzera. Si stabilì a Zurigo nel novembre dello stesso anno. Tuttavia frequenti furono i viaggi a Torino, a Lucerna e a Lugano. In questo periodo, prese parte all'organizzazione della fuga di Felice Orsini dal Castello di San Giorgio a Mantova.
Frequenti erano i richiami di Mazzini a tornare in Toscana come suo principale collaboratore. Nel giugno 1857 si decise in tal senso.

### Il ritorno in Toscana e l'Unità d'Italia
Tornato a Firenze nel giugno 1857, fu costretto a trasferirsi a Prato dopo poche settimane a causa di false accuse di pendenze penali negli Stati sardi. Da Prato riprese a scrivere per i periodici democratici "L'Italia del Popolo" (subentrata all'"Italia e Popolo") e la "Rivista di Firenze", diretta da Atto Vannucci. Cironi fu il principale collaboratore di Mazzini in Toscana.
L'attività politica di Cironi fu al centro degli eventi che portarono alla pacifica rivoluzione del 27 aprile 1859, all'espulsione del granduca Leopoldo II e alla proclamazione di un governo provvisorio toscano. In collaborazione con Giuseppe Dolfi, prese parte alle riunioni del comitato cospiratore in casa di Bettino Ricasoli. Il 27 aprile fu Cironi a guidare la piazza di Prato.
Ugualmente, Cironi fu il principale sostenitore in favore dell'iniziativa di Garibaldi per il milione di fucili che dovevano servire all'attuazione di un vasto piano insurrezionale nelle Marche e nell'Umbria, da lui stesso preparato (dicembre 1859) e per l'unione della Toscana con il Piemonte (marzo 1860).

### Gli ultimi anni e la morte
Gli ultimi anni di Cironi furono caratterizzati dalla direzione del periodico fiorentino "L'Unità d'Italia" e alla redazione dell'opera sua più famosa: "La stampa nazionale italiana" edita da Alberghetti. Contemporaneamente aderì alle Fratellanze Artigiane di Firenze e Prato. Di queste stese anche gli statuti.
Non perse tempo per commentare i principali avvenimenti dell'epoca quali la morte di Cavour e la spedizione in Aspromonte di Garibaldi. La visita al generale ferito dopo gli scontri con l'esercito sabaudo fu l'ultimo atto di Cironi. Sfinito dagli sforzi e dalle precarie condizioni fisiche che lo avevano fatto soffrire negli ultimi anni, si spense a Prato il 1º dicembre 1862.

## Il Diario
Cironi redasse a partire dal 1836 un proprio diario all'interno del quale sono compresi tanto temi quotidiani quanto elementi importantissimi per ricostruire le dinamiche e la struttura del movimento democratico e mazziniano del Risorgimento. Depositato sin dal 1900 presso la Biblioteca Nazionale di Firenze, il diario cironiano è composto di 14 libri che coprono l'arco cronologico che va dal 1836 al 1862.